# ماريانو رومانو
ماريانو رومانو (بالإيطالية: Mariano Romano)‏ (7 يوليو 1989 بنابولي في إيطاليا - ) هو لاعب كرة قدم إيطالي في مركز الوسط. لعب مع نادي ساسولو ونادي سيينا ونادي مونزا ونادي سودتيرول وVigor Lamezia ‏ ويو أس بركوليتزه 1932 وASD Termoli Calcio 1920 ‏ وPaganese Calcio 1926 ‏ وSS Racing Club Fondi ‏.

## وصلات خارجية
- ماريانو رومانو على موقع قاعدة بيانات كرة القدم.إي يو (الإنجليزية)